# Вајмор (Небраска)
Вајмор (енгл. Wymore) град је у америчкој савезној држави Небраска.

## Демографија
По попису из 2010. године број становника је 1.457, што је 199 (-12,0%) становника мање него 2000. године.
| Група             | 2000.         | 2010.         |
| Белци             | 1.587 (95,8%) | 1.384 (95,0%) |
| Афроамериканци    | 2 (0,1%)      | 2 (0,1%)      |
| Азијати           | 7 (0,4%)      | 0 (0,0%)      |
| Хиспаноамериканци | 21 (1,3%)     | 35 (2,4%)     |
| Укупно            | 1.656         | 1.457         |